# Skör kalkmossa
Skör kalkmossa (Tortella fragilis) är en bladmossart som beskrevs av Limpricht 1888. Skör kalkmossa ingår i släktet kalkmossor, och familjen Pottiaceae. Arten är reproducerande i Sverige. Inga underarter finns listade i Catalogue of Life.